# بوف ماهی‌خوار جنگلی
بوف ماهی‌خوار جنگلی یا بوف ماهی‌خوار گندمی یا بوف ماهی‌خوار پازرد (نام علمی: Ketupa flavipes) یک گونه بوف ماهی‌خوار از خانواده جغدان راستین و بومی جنوب نپال تا بنگلادش، ویتنام و چین است. به دلیل پراکندگی جغرافیایی گسترده آن، به عنوان کمترین نگرانی در فهرست سرخ IUCN ثبت شده‌است.

## پراکندگی و زیستگاه
بوف ماهی‌خوار جنگلی در جنگل‌های نیمه‌گرمسیری تا معتدل در جنوب نپال، شمال هند، بنگلادش، بوتان، چین، لائوس، میانمار، تایوان و ویتنام زندگی می‌کند. در دامنه‌های هیمالیا از کشمیر و گارهوال در شرق تا کوه‌های لائوس، ویتنام و جنوب چین تا چکیانگ و آنهوی ساکن است. این گونه به مناطق جنگلی با نهرهای کوهستانی نیاز دارد. در مناطقی مانند دارجلینگ و نپال، در ارتفاعات ۱٬۵۰۰ تا ۲٬۴۵۰ متر (۴٬۹۲۰ تا ۸٬۰۴۰ فوت) زندگی می‌کند. . دامنه آن تا حدی با جغد ماهی‌خوار قهوه‌ای (K. zeylonensis) در لائوس و ویتنام همپوشانی دارد، جایی که آب‌های سریع در مناطق بکر دورافتاده را ترجیح می‌دهد که هیچ مزاحمتی نداشته باشد.

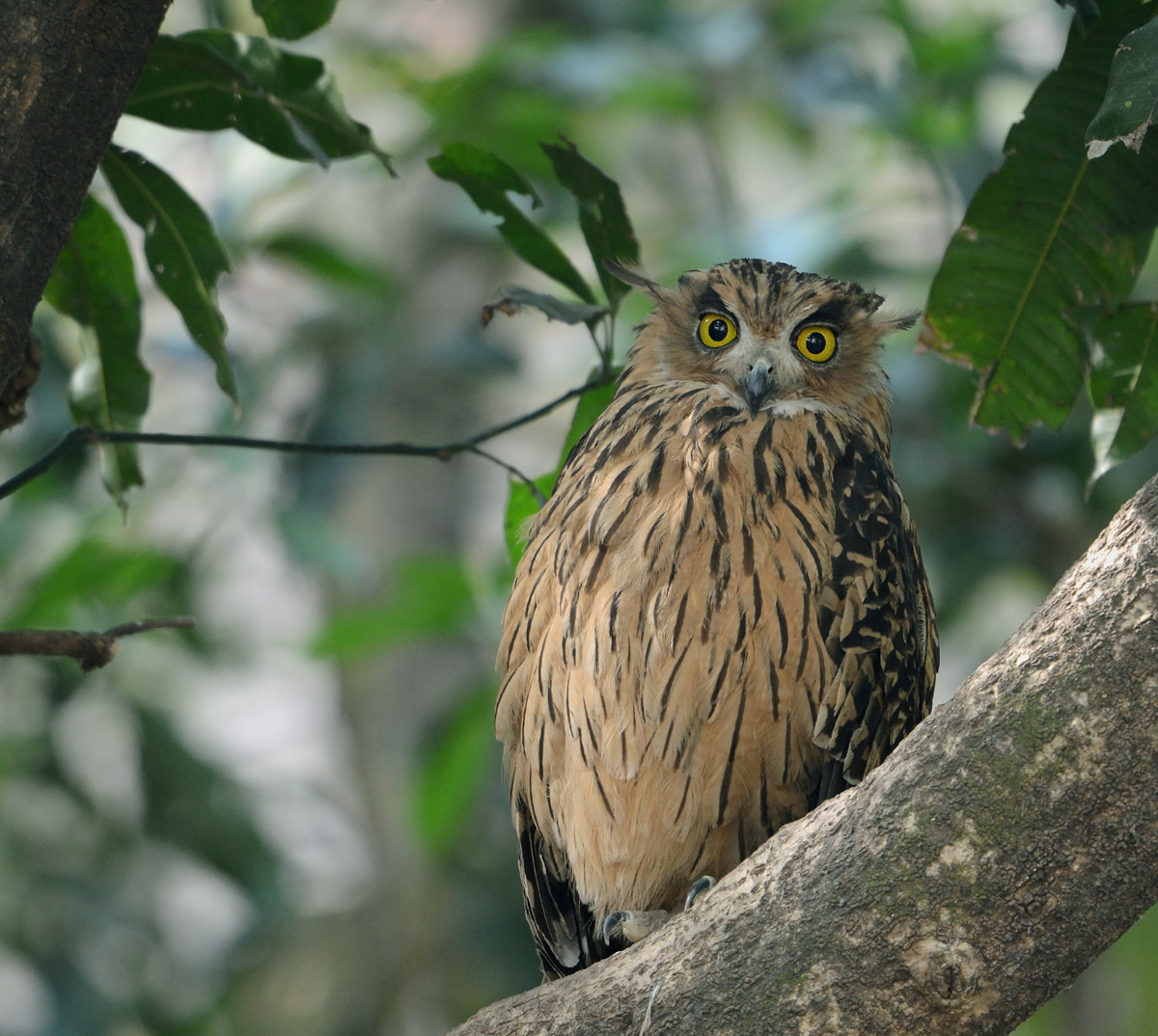
بوف ماهی‌خوار جنگلی در پارک ملی جیم کوربت، اوتاراکند